# George Tupou
Titre
Prince héritier du royaume des Tonga
4 décembre 1845 – 1er janvier 1862
(16 ans et 28 jours)
George Tupou, né Vuna Takitakimālohi (c. 1844 - mort le 1er janvier 1862), est un prince de la Maison royale des Tupou qui fut le premier prince héritier du royaume des Tonga en tant que seul fils légitime du roi George Tupou Ier et de son épouse la reine Charlotte Lupepauʻu.

## Biographie
Né vers 1844, il était le seul fils survivant du roi des Tonga George Tupou Ier et de la reine Charlotte, la seule épouse légitime du roi. À sa naissance, il a été nommé George, par son père qui à son tour prend le nom de règne de George en l'honneur du roi George III d'Angleterre tandis que sa mère, Sālote, prend le nom de Charlotte en l'honneur de la reine Charlotte de Mecklembourg-Strelitz. Les demi-frères et sœurs du prince Vuna incluent Tēvita ʻUnga et Sālote Mafileʻo Pilolevu, qui ont été répudiés par leur père comme une progéniture illégitime avec leurs mères après son mariage en 1834 avec la mère du prince Vuna sous les rites chrétiens.   
Seul fils légitime du roi, le prince est fait prince héritier sous le nom de George Vuna, destiné à régner sous le nom de « George II ». À l'âge de dix-sept ou dix-huit ans, le prince mourut en janvier 1862, célibataire, laissant son père sans héritier. Sa mort a été grandement pleurée par sa famille. Lors des funérailles du prince, le roi a permis à ses sujets de restaurer le rite traditionnel du tukuofo, l'offrande de nattes et de nourriture aux morts. La succession revient alors au fils naturel du roi, David, après la promulgation de la constitution de 1875 qui autorise les enfants illégitimes du roi à monter sur le trône. 